# Nina Geuens
Nina Geuens is een Belgisch voormalig schutter.

## Levensloop
Geuens behaalde tweemaal brons (1960 te Parijs en 1964 te Bologna), eenmaal zilver (1958 te Genève) en eenmaal goud (1963 te Brno) in het onderdeel 'skeet' op de Europese kampioenschappen.